# جزیره گرین
جزیره گرین (به لاتین: Green Island, Taiwan) یک سکونتگاه مسکونی در تایوان است که در Taitung County واقع شده‌است.